# Gabriel Marinescu (deputat)
Gabriel Marinescu (n. 10 august 1954) este un deputat român în legislatura 1990-1992, ales în județul Timiș pe listele FSN. În cadrul activității sale parlamentare, Gabriel Marinescu a fost membru în grupurile parlamentare de prietenie cu Australia, Republica Venezuela și Republica Polonă.
A participat la revoluția română din 1989, fiind membru al comitetului revoluționar înființat în clădirea Operei din Timișoara. Din 27 decembrie 1989 a fost membru în Consiliul municipal Timișoara al FSN.
De profesie inginer, a lucrat la întreprinderea timișoreană "Electromotor".